# Jean-Claude Volot
Jean-Claude Volot, né le 7 juin 1949 à Signéville (Haute-Marne), est un industriel également connu pour être un collectionneur d'art contemporain.
Maire d'Auberive depuis juin 2020.

## Biographie

### Médiateur national
En avril 2010, alors qu'il est délégué auprès du médiateur du crédit pour la stratégie industrielle, René Ricol, Jean-Claude Volot est nommé médiateur national des relations inter-entreprises par décret du président de la République,. Il crée la fonction au sein de l’État. Placée sous tutelle du Ministère de l'Économie, des finances et de l'industrie, la Médiation inter-entreprises permet dans 8 cas sur 10 d'aboutir à un accord entre les deux parties. En mars 2012, on compte 177 000 entreprises concernées par l'action de la Médiation, soit environ 1 370 000 emplois impactés en deux ans.

### Fonctions au MEDEF
Le 15 octobre 2012, Jean-Claude Volot annonce sa candidature à la présidence du MEDEF, pour succéder à Laurence Parisot. Le 18 avril 2013, il retire sa candidature pour favoriser celle de Pierre Gattaz.
À la suite de l'élection de ce dernier, le 3 juillet 2013, Jean-Claude Volot est nommé vice-président du MEDEF chargé des questions d'internationalisation des entreprises. Il est conseiller spécial de Pierre Gattaz.
Conseiller culturel de Geoffroy Roux de Bézieux à partir de septembre 2018.

### Mandats politiques locaux
Responsable du développement économique du onzième parc national des forêts françaises au 1er janvier 2018.

### Décorations
- Officier de la Légion d'honneur
- Officier de l'ordre national du Mérite
- Chevalier de l'ordre des Arts et des Lettres[9].
- Médaille de l'Aéronautique[10]